# Villa E-1027

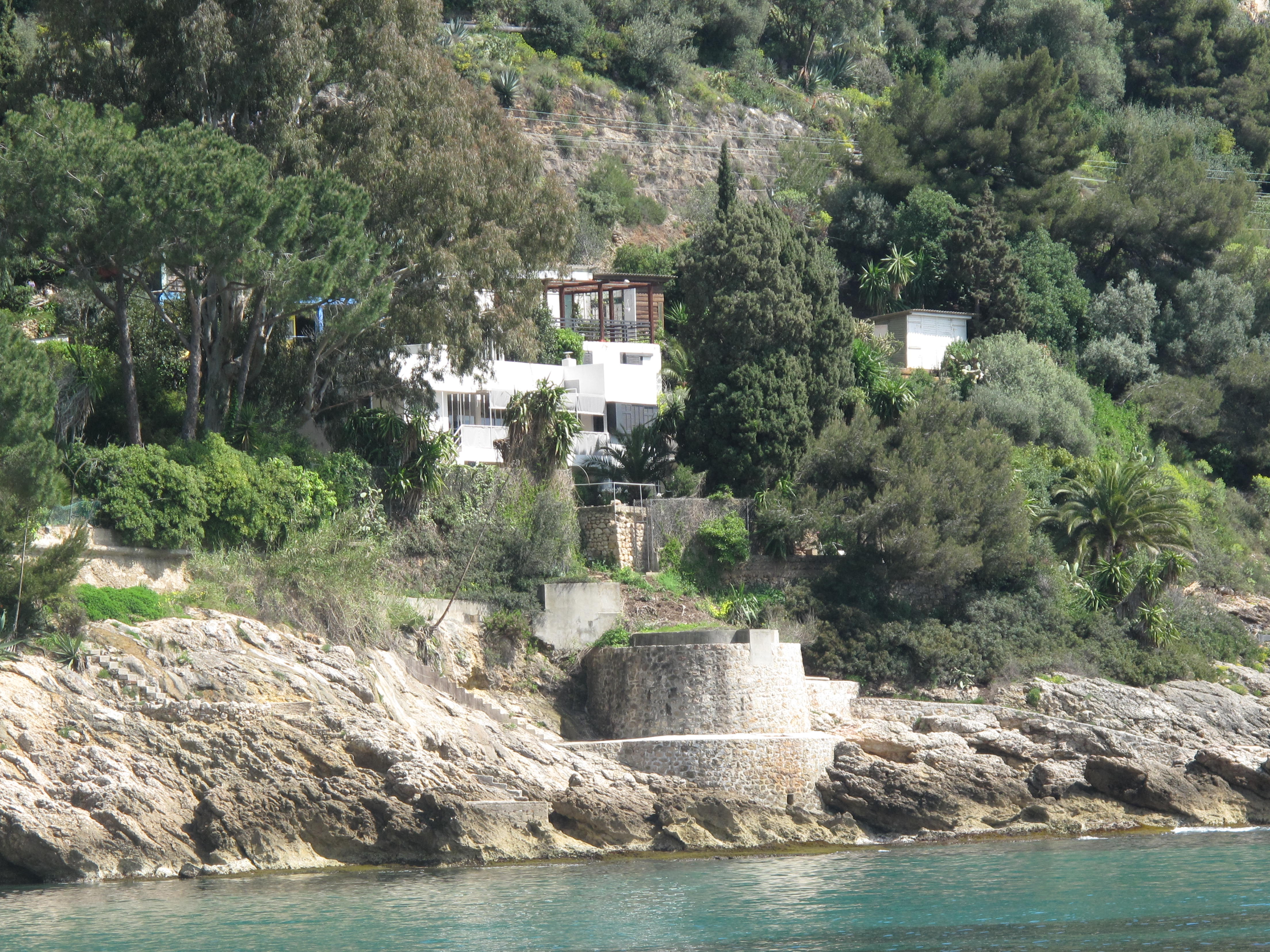
Villa E-1027

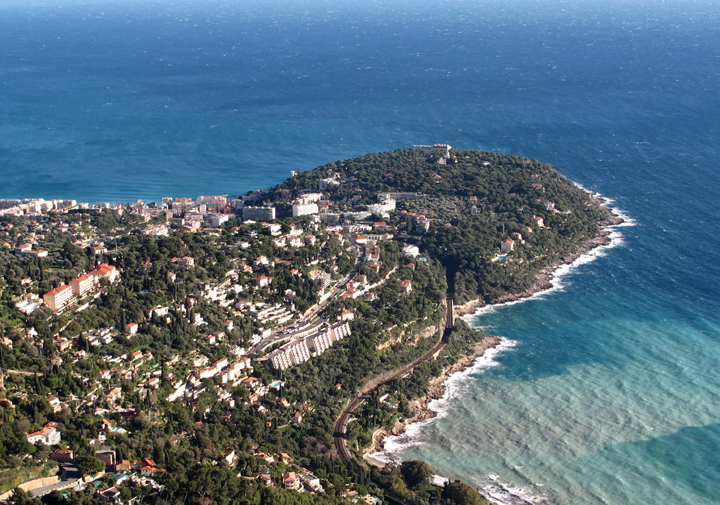
Cap Martin, där Villa E-1027 ligger (mellan vägen och stranden, nedanför bildens mitt)

Villa E-1027 är ett fritidshus i Roquebrune-Cap-Martin i södra Frankrike. 
Arkitekterna Eileen Gray och Jean Badovici ritade villa E-1027 1924 för eget bruk. Huset anses vara en tongivande företrädare för funktionalistisk arkitektur. Villans namn är baserat på arkitekternas namn: "E" för Eileen, "10" för Jean (med J som alfabetets tionde bokstav), "2" för Badovici och "7" för Gray. Jean Badovici stod för exteriören och Eileen Gray designade inredningen, inklusive möblerna.
Byggnaden uppfördes 1926–1929. Den ligger i en brant sluttning med utsikt över Medelhavet och har ett maritimt uttryck, påminnande om ett kryssningsfartyg. Fasaderna är vitputsade, vilket understryker de kubiska volymerna och de rena ytorna. Arkitekten Le Corbusier, som hade ett komplicerat förhållande till Eileen Gray, sägs ha beundrat E-1027 så mycket att han byggde sig ett eget hus, Le Cabanon, alldeles intill. Mot slutet av 1930-talet gjorde han också, av okänd anledning och mot Eileens Grays vilja, flera stora väggmålningar på E-1027, vilka finns kvar idag.
Villan, som kulturminnesmärktes i mitten av 1960-talet, stod länge öde och åldrades snabbt i det havsnära läget. År 2007 påbörjades en restaurering av villan.